# Линнбё, Андре
Андре Линдбё (норв. André Lindboe; род. 24 июня 1988)  — норвежский гандболист, выступает за норвежский клуб «Арендал».

## Карьера

#### Клубная карьера
Андре Линдбё выступал за норвежские клубы Халсен, ГК Ларвик, Саннефьёрд. В 2010 году Линдбё перешёл в ГК Эльверум. Первый чемпионский титул с клубом, Андре Линдбё выиграл в сезоне 2012/13.    

#### Карьера в сборной
Андре Линдбё выступает за сборную Норвегии с 2011 года. Дебют Линдбё состоялся 16 апреля 2011 года в матче против Германии. Участник чемпионата Европы 2014 и чемпионата мира 2017. Андре Линдбё сыграл за сборную 59 матча и забросил 96 мячей.

## Награды
- Победитель чемпионата Норвегии: 2013, 2014, 2015, 2016, 2019
- Серебряный призёр чемпионата Мира: 2017

## Статистика
Статистика Андре Линнбё сезона 2018/19 указана на 30.1.2019.
| Сезон   | Клуб        | Лига               | Матчи | Голы   | Голы   | Голы  |
| Сезон   | Клуб        | Лига               | Матчи | С игры | 7-метр | Всего |
| ------- | ----------- | ------------------ | ----- | ------ | ------ | ----- |
| 2017/18 | ГК Эльверум | GRUNDIGligaen menn | 22    | 77     | 40     | 117   |
| 2018/19 | ГК Эльверум | GRUNDIGligaen menn | 9     | 36     | 15     | 51    |